# Joshua Lee Turner

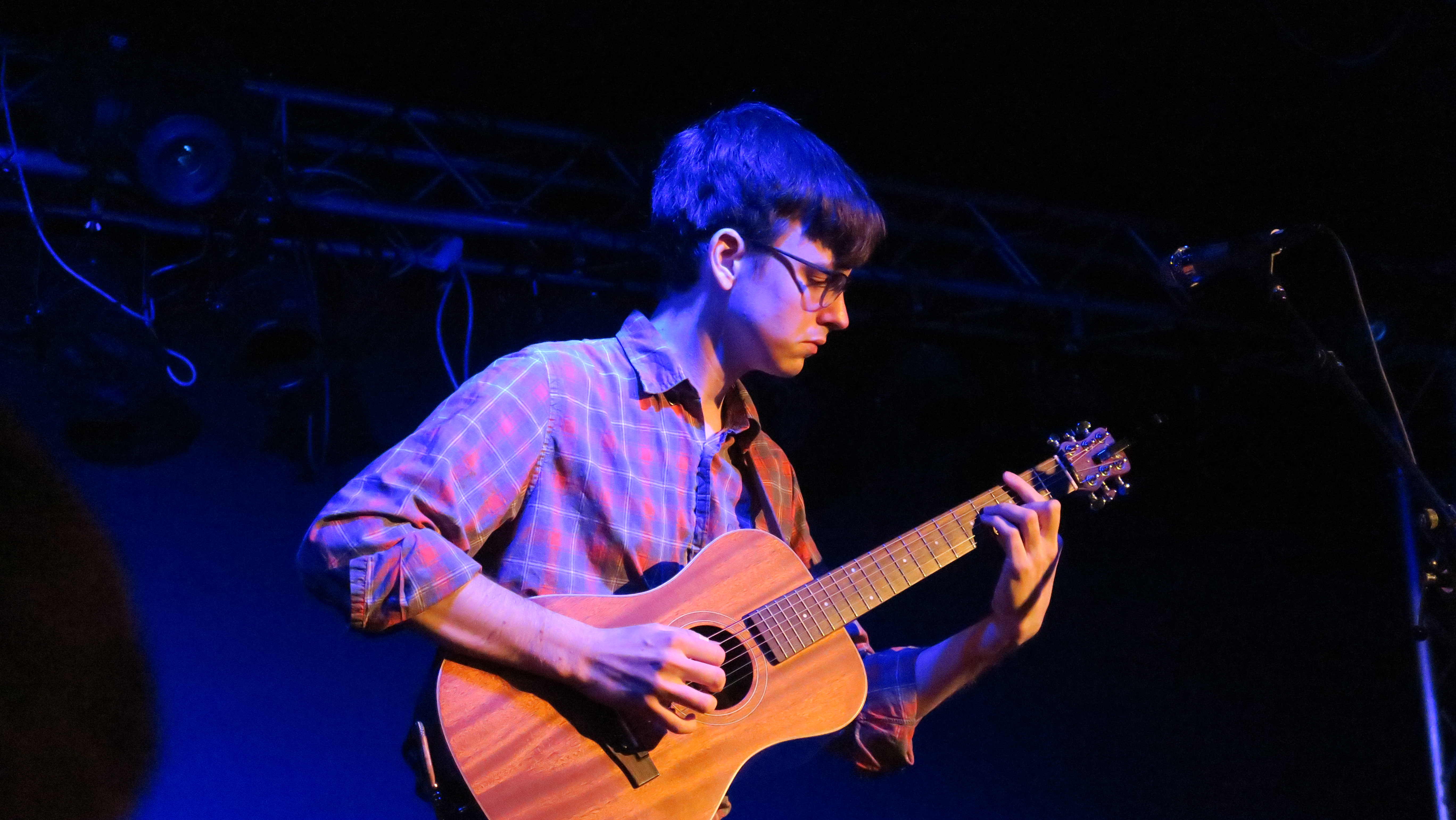
In Fängelset, Härlanda, Sweden 2019-03-23 03

Joshua „Josh“ Lee Turner (* 22. Juni 1992 in Indianapolis, Indiana, Vereinigte Staaten) ist ein US-amerikanischer Singer-Songwriter, Multi-Instrumentalist und YouTuber. Er lebt in Brooklyn, New York.

## Leben
Josh Turner begann als Kind zu singen und lernte Gitarre ab Januar 2006. In den folgenden Jahren erlernte er auch das Banjo, Laute, Mandoline, Bassgitarre, Violine, Harmonika, Schlagzeug und Klavier.
Im Januar 2007 begann er seinen YouTube-Kanal, auf dem er Coverversionen bekannter Songs veröffentlichte. Sein erstes breit wahrgenommenes Cover war Sultans of Swing von den Dire Straits. Stand Juli 2023 hat das Video 13 Mio. Aufrufe und sein Kanal 679 000 Abonnenten.
Turner studierte Musik an der Butler University.
Die Musikvideos von Turner werden von seiner Frau Kelly Oden aufgenommen.

## Karriere
Turner veröffentlichte sein erstes Solo-Album, As Good a Place as Any, im April 2019 und sein zweites Album, Public Life, am 7. August 2020.
Zusammen mit Carson McKee (Gesang, Gitarre, Perkussion) bildet er das Folk-Duo The Other Favorites. Mit diesem veröffentlichte er die EP Fools (2017), das Album Naysayer (2018), ein Live-Album Live in London (2019) und das Album Unamericana (2021). Turner und McKee treten in YouTube-Videos und live häufig gemeinsam mit der Sängerin und Songwriterin Elle Cordova und der Gitarristin Toni Lindgren auf.
Nach einer sehr erfolgreichen UK-Tour im Sommer 2022 mit YouTuber Allison Young, mit der Turner seit 2018 gelegentlich kooperiert hatte, gründeten Turner und Young im Januar 2023 das Duo The Bygones. Sie finanzierten ihr Debütalbum und eine US-Tour mit einer Kickstarter-Kampagne. Das Album wurde im Mai 2024 veröffentlicht.